# 大分県立農業大学校
大分県立農業大学校（おおいたけんりつ のうぎょうだいがっこう）とは、大分県豊後大野市三重町赤嶺にある大分県立の農業大学校（農業改良助長法に基づく農業者研修教育施設）である。略称は大分農大。2007年（平成19年）に専修学校の認可を受けており、卒業すると専門士及び大分県農業士の称号が付与され、4年制大学への3年次編入が可能である。

## 設置学科
- 農学部 - 高校卒業生等が対象。修業年限2年。全寮制。
  - 総合農産科
    - 水田普通作コース
    - 野菜コース
    - 花きコース
    - 果樹コース

  - 総合畜産科
- 研修部
  - 研修科 - 社会人を対象に短期研修を実施[1]。

## 沿革
- 1966年（昭和41年）4月1日 - 大分県大野郡三重町大字赤嶺に大分県農業実践大学校として開校。高等部・普通部・研修部を置き、高等部を作物科、園芸科、畜産科、生活科、蚕業科、農協経営科の6学科制とした。津久見（かんきつ）、国東（かんきつ）、中津（落葉果樹）、別府（花き）、久住（草地畜産）の5分校を設置。
- 1967年（昭和42年）3月31日 - 中津分校を廃止。
- 1971年（昭和46年）5月1日 - 経営科・機械科・環境科・研修科の4科を増設。
- 1973年（昭和48年）4月1日 - 高等部・普通部を廃止し、営農部（修業年限2年）・農協経営部（修業年限1年）・研修部を開設。営農部の課程を修了した者に、大分県農業士の称号を付与。
- 1973年（昭和48年）4月11日 - 津久見、別府の各分校を廃止。営農部を農産科・園芸科・畜産科の3学科制とした。
- 1974年（昭和49年）3月31日 - 農協経営部を廃止。
- 1977年（昭和52年）10月1日 - 久住分校を廃止。
- 1982年（昭和57年）4月1日 - 新しい農業実践大学校として発足。養成部・研修部を設置。国東分校を廃止（これを以て全分校が廃止された）。
- 1992年（平成4年）4月1日 - 大分県立農業大学校に改称。養成部を農学部に改称するとともに、農産学科、野菜園芸科、花き園芸科、果樹園芸科、畜産学科、総合農学科の6学科制とした。
- 2002年（平成14年）4月1日 - 研修部を研究部に改称。専攻科を設置。農学部を総合農学科、園芸学科、畜産学科の3学科制とした。
- 2007年（平成19年）8月31日 - 専修学校の認可を受ける。
- 2008年（平成20年）4月1日 - 研究部を研修部に改称。
- 2009年（平成21年）4月1日 - 農学部を総合農産科、総合畜産科の2学科制とした。
- 2012年（平成24年）3月 - 専攻科を廃止[1]。

## 所在地
- 大分県豊後大野市三重町赤嶺2328-1